# Лангеланн
Лангела́нн (дан. Langeland) — острів в Балтійському морі. Розташований на захід від протоки Великий Бельт, між островами Фюн і Лолланн. Належить Данії. Площа 284 км ², довжина 52 км, ширина 11 км. Населення 13881 (1 січня 2006).
Острів входить до складу муніципалітету Лангеланн (область Південна Данія). Головне місто — Рудкьобінг.

## Економіка
Лангеланн є рекреаційною зоною.
Галузі сільського господарства: садівництво, тваринництво, рибальство. Обробляють зернові культури, картопля, цукровий буряк.

## Визначні пам'ятки

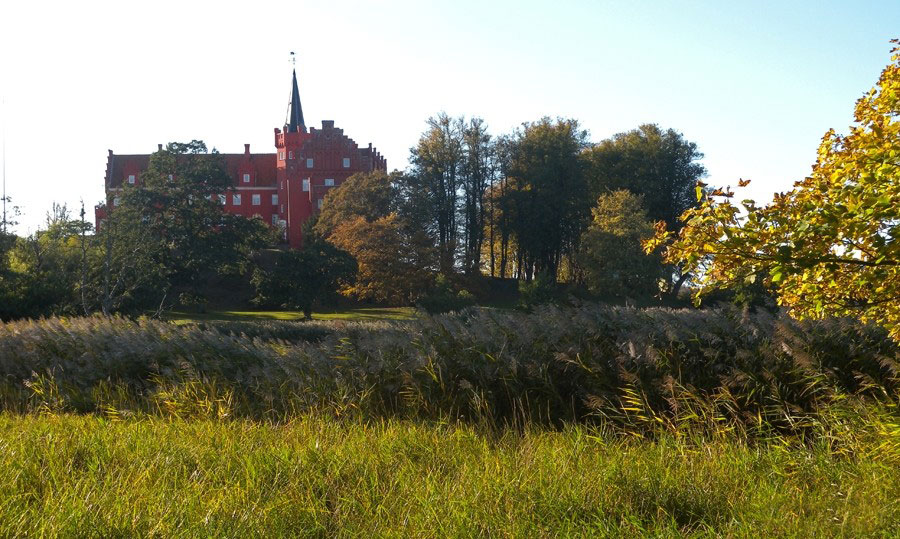
Замок Транекер

Головна визначна пам'ятка — Замок Транекер (дан. Tranekær), біля міста Рудкьобінг. До 1231 року він виконував функцію королівської резиденції.